# Huang-Lao
Huang-Lao ou Huanglao (chinês tradicional: 黃老, chinês simplificado: 黄老, pinyin: Huáng-Lǎo, Wade–Giles: Huang-Lao, lit. ‘[Imperador] Amarelo-Velho [Mestre]’, "escola do Imperador Amarelo e de Lao Zi"; ou também Huang-Lao zhi dao (黃老之道), "Caminho do Imperador Amarelo e de Lao Zi") foi a escola de pensamento chinesa mais influente no início da dinastia Han do século II a.C., tendo suas origens em um impulso político-filosófico mais amplo em busca de soluções para fortalecer a ordem feudal conforme aparece na política Zhou. Não explicada sistematicamente pelo historiógrafo Sima Qian, é geralmente interpretada como uma escola de sincretismo, desenvolvendo-se em uma religião importante, o início do taoismo religioso. Foi provavelmente o movimento mais antigo que uniu Lao Zi, Zhuangzi, a adoração do Imperador Amarelo, a Escola de Naturalistas, elementos da religião popular chinesa e aspectos das outras Cem Escolas de Pensamento. Estreou o uso político do taoismo com ênfase prática, articulando teorias cosmológicas para indicar como a administração, lei e ordem social deveriam ser reguladas de acordo com o Tao.
O taoismo Huang-Lao foi a vertente mais prevalente do período dos Estados Combatentes até a dinastia Han. Enfatizando a busca pela imortalidade, Feng Youlan e Herrlee Creel consideraram o chamado taoismo religioso diferente, senão contraditório, da linha mais filosófica do taoismo encontrada no Zhuangzi (taoismo Lao-Zhuang). Provavelmente originando-se juntos por volta de 300 a.C., o Huang-Lao, mais politicamente dominante, denotava ambos para grande parte dos Han. Altamente favorecido por governantes, dominou a vida intelectual dos qin e dos primeiros han junto com o "legalismo chinês", e o termo taoismo (dao-jia) provavelmente foi cunhado com o conteúdo do Huang-Lao e Zhuangzi em mente.

## Terminologia e origem

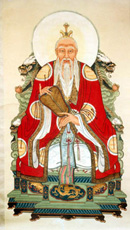
Huanglao jun, deificação taoista de Laozi

Huang-Lao é uma palavra-valise, com Huang referindo-se ao Imperador Amarelo (黃帝 Huangdi) e Lao a Lao Zi (老子"Velho Mestre"). O nome taoista relacionado Huanglao jun (chinês tradicional: 黃老君, chinês simplificado: 黄老君, pinyin: Huánglǎojūn, Wade–Giles: Huang-Lao-Chun, lit. ‘Senhor Velho Amarelo’) foi uma deificação de Laozi como uma personificação messiânica do Tao.
O termo Huang-Lao aparece pela primeira vez nos Registros do Grande Historiador (109–91 a.C.), que foram iniciados por Sima Tan e concluídos por seu filho Sima Qian. Em seguida, aparece na História dos Han de Ban Gu (composta entre os anos 54 e 92). Essas são consideradas as duas fontes principais a fornecerem explicitamente o pensamento do Huang-Lao. Sima Tan (pelo menos possivelmente) estudara sob um mestre do Huang-Lao com uma linhagem filosófica que remonta à Academia Jixia dos período dos Reinos Combatentes na corte de Qi (moderna Shandong). A origem convencional do Huang-Lao é traçada à Casa de Tian no reino de Qi, cujos regentes teriam favorecido o pensamento de Laozi e a elevação do Imperador Amarelo como um ancestral venerado; em tentativas filosóficas, religiosas e políticas de legitimar o trono usurpado, a Academia Jixia foi fundada para atrair intelectuais, e a partir dela teria se expandido essa escola de pensamento. Thomas Michael considera que a ampla publicidade do Tao Te Ching por volta de 250 a.C. teria levado diretamente à formação da escola Huang-Lao.

## Ideologia política
Esse prólogo de Sima Tan sobre o taoismo é considerado no mundo acadêmico uma descrição plausível para o Huang-Lao do período Han inicial:
"A Escola do Tao permite que a essência numinosa do homem seja concentrada e unificada, mova-se em uníssono com o informe e providencie adequadamente para a miríade de coisas. Quanto aos seus métodos, segue a tendência geral dos naturalistas (Yinyang chia), escolhe o melhor dos confucionistas e moístas e adota o essencial dos terminólogos (Ming-chia) e legalistas. Ela muda com o tempo e muda em resposta às coisas; e no estabelecimento de costumes e em aplicações práticas, em nenhum lugar é inadequada. A orientação geral de seu ensino é simples e fácil de captar, muito é alcançado com pouco esforço. Os confucionistas diferem disso porque acreditam que o governante é divinamente designado para governar o homem; o governante dá o primeiro passo e o ministro segue sua liderança. Isso leva à exaustão do governante, enquanto o ministro vive uma vida de lazer. O princípio do Grande Tao é abandonar a força rígida e a ganância, eliminar a inteligência, deixar de lado essas coisas e, em vez disso, governar o reino com as técnicas da Escola do Tao. (...) A Escola do Tao fala em não fazer nada, e também em nada ficar por fazer. É uma questão simples colocar esses princípios em prática, embora a expressão desses princípios seja obscura. Seus ensinamentos são baseados em um conjunto metafísico de teorias que orientam a técnica de acordo e seguimento. (...) Como alguém pode fazer declarações sobre como governará o reino se ainda não lutou pelo controle de sua unidade espiritual e física?"
Hans van Ess analisou as biografias do Shiji e Hanshu de indivíduos do século II a.C. descritos como seguidores do "Huang-Lao" e encontrou que eles eram membros de uma facção de Huang-Lao ou de uma facção Ru "confuciana" e Fa "legalista". O historiador Sima Qian usou o termo Huang-Lao "como uma caracterização de pessoas pertencentes a um grupo político que era a facção à qual ele também pertencia." Esses membros históricos da facção Huang-Lao tinham três políticas em comum: "oposição às campanhas no norte" contra os Xiongnu, "filiação a famílias ricas e independentes com uma base de poder longe da capital" em Chang'an, e "oposição às medidas para privar os reis feudais de seu poder".

Sima Qian apresenta ao longo de sua obra um viés de favorecer essa escola taoista, que defendia, por exemplo, um governo minimalista. Isso aparece nos relatos em descrições de exemplos sob três formas: afastamento da vida política para cultivo pessoal e da imortalidade; delegação de funções administrativas a subordinados, enquanto o regente realiza a não-ação (wu wei); e não interferência nas atividades do povo. Reis que seguiram essa teoria são por ele elogiados e Sima Qian apresenta seus governos como estáveis, benéficos aos mercadores, caracterizados por baixos impostos, não intervencionismo, códigos legais simplificados, aversão a documentos escritos e descentralização da autoridade entre feudos. Sima Qian chega a afirmar: "Portanto, o tipo mais elevado de governante aceita a natureza das pessoas, o segundo melhor leva ao que é benéfico, o seguinte dá-lhes instrução moral, o segundo força-os a serem ordeiros e o pior tipo entra em competição com eles." E:
"A sociedade obviamente deve ter agricultores antes de poder comer; silvicultores, pescadores, mineiros, etc., antes que possa fazer uso dos recursos naturais; artesãos antes que possa fabricar bens e comerciantes antes que possam ser distribuídos. Mas uma vez que estes existam, que necessidade há de diretrizes governamentais, mobilizações de trabalho ou assembleias periódicas? Cada homem deve apenas ser deixado para utilizar suas próprias habilidades e exercer sua força para obter o que deseja"
Pode-se dizer que as famílias ricas do Huang-Lao consideravam o imperador um "primus inter pares" (o primeiro entre iguais; o membro sênior ou representante de um grupo) em vez de alguém investido de autoridade absoluta. Naturalmente, como alguém que favorece sua classe e ideologia com isso, o trabalho de Sima Tan era bastante tendencioso para o taoismo e o feudalismo (ou a versão chinesa dele). Sima Qian considerou o imperador Wen de Han e o imperador Jing de Han, a imperatriz viúva Dou, Cao Can, Chen Ping e Tian Shu como proponentes do Huang-Lao.
A filosofia taoista do Huang-Lao foi favorecida nas cortes Han ocidentais do imperador Wen (r. 180–157 a.C.) e do imperador Jing (r. 157–141 a.C.), antes de o imperador Wu (r. 141–87 a.C.) estabelecer o confucionismo como o filosofia do estado. Sob o reinado de Wu, assessores como Tian Fen demitiram seguidores do taoismo, e, com Dong Zhongshu, não confucionistas foram banidos e teorias de governança do Huang-Lao foram incorporadas em um novo confucionismo.
Nesse eclipse da tradição, Ji An foi um expoente apresentado por Sima Qian como seguidor do Huang-Lao. Ele foi fortemente atacado pelos legalistas Gongsun Hong e Zhang Tang. Ji An era de uma família privilegiada e foi um representante poderoso que favorecia famílias ricas, enquanto Gongsun Hong e Zhang Tang denunciavam a luxúria, tinham hábitos frugais e orientavam a centralização e aumento da autoridade e regulação pelo imperador; em contrapartida, Ji An criticou esses oponentes, o código legal confucionista reformulado e as intervenções do imperador Wu, contrastando com os governantes anteriores que seguiam a não-ação. Por fim, Gongsun Hong e Zhang Tang conseguiram o rebaixamento de Ji An, bem como puseram um fim a outros grupos de interesses na corte, com a morte de Liu An.

## Textos
Se o termo for definido vagamente, vários textos pré-Qin podem ser incluídos retroativamente sob a categoria Huang-Lao. Se considerar os títulos que contém o nome  "Imperador Amarelo" na bibliografia preservada no Hanshu, o único que sobreviveu é o Huangdi Neijing. A maioria dos textos de Huang-Lao desapareceu, e os estudos acadêmicos tradicionalmente associaram a escola filosófica com os clássicos chineses sincretistas, ou seja, o legalista Hanfeizi, o taoista Huainanzi, mas também os mais confucionistas Guanzi e a compilação do pensamento de Xunzi. Outras propostas incluem partes do taoista Zhuangzi (os capítulos do Huang-Lao constituiriam um dos três grupos, conforme análise literária de estilo e conteúdo: neles, enfatiza-se a não-ação do governante, enquanto seus ministros detém a ação; os outros dois grupos de capítulos seriam o dos transmissores e o dos anarquistas); seções do histórico Guoyu ("Discursos dos Estados"), Chunqiu Fanlu ("Orvalho Luxuriante dos Anais da Primavera e do Outono") e Lüshi Chunqiu ("Os Anais da Primavera e do Outono do Senhor Lü"), o Heguanzi ("Livro do Mestre Chapéu-Faisão") e o militar Huang Shigong San Lüe ("Três Estratégias de Huang Shigong"). Também, o Yinwenzi.
Randall P. Peerenboom critica a tendência de classificar todos esses textos juntos e "fazer de 'Huang-Lao' uma lata de lixo, varrendo muito para dentro dela". Se definido de forma mais estrita, nada antes da dinastia Han poderia ser chamado de Huang-Lao. Nenhum texto pré-Qin realmente usa o termo. Estudiosos modernos estão reinterpretando Huang-Lao após a descoberta em 1973 dos manuscritos de seda de Mawangdui, que incluíam quatro textos, chamados de Huang-Lao boshu (黄老帛书 "Textos de Seda de Huang-Lao"), os quais são controversamente identificados como os há muito perdidos Huangdi Sijing ("Quatro Clássicos do Imperador Amarelo") ou um texto relacionado com o Heguanzi.
Também com a descoberta das tiras de bambu do Museu de Xangai, alguns manuscritos que contém doutrinas taoistas em sua relação com uma aplicação política passaram a ser consideradas.

## Sincretismo precoce
O sincretismo de textos "legalistas" como aqueles de Shen Dao e o Han Feizi às vezes são considerados os primeiros exemplos de Huang-Lao. O mais puramente administrativo Shen Buhai foi considerado o primeiro filósofo político conhecido a ter sido influenciado por tal ideologia. No entanto, o argumento de Sima Tan de que Shen Buhai e Shen Dao estudaram Huang-Lao é problemático. Como seu porta-voz, Sima Tan provavelmente empurra para trás a origem de Huang-Lao tanto quanto possível. O estado de direito de Huang-Lao difere fundamentalmente, por exemplo, daquele de Han Fei, favorecendo o naturalismo. Ele também atua mais como uma restrição teórica ao governante. Nem Shen Buhai nem Shen Dao jamais tentaram articular fundamentos naturais ou éticos para fa (método administrativo), nem fornecer qualquer fundamento metafísico para nomeação (xing-ming). Os Huang-Lao Boshu do período Han fundamentam fa e xing-ming no Tao.
Vários capítulos do Guanzi, que dão considerável importância aos valores confucionistas tradicionais, expressam uma mistura do que pode ser considerado filosofia legalista, confucionista e taoista que pode ser chamada de "Huang-Lao". Tendo sua base em Qi, ela se espalhou para o sul para se desenvolver em áreas pertencentes a Chu. A cultura chu sendo herdada pela dinastia Han, precedendo a consolidação do reino, imperadores Han hábeis como Jing estariam imersos em um laissez-faire taoista, e textos posteriores como o Huainanzi incluem argumentos naturalistas contra o governo da lei ("legalismo chinês") a favor do governo de pessoas dignas com base no fato de que alguém precisa de sua competência para coisas como a diplomacia. Fazendo uso de outros aspectos da filosofia Fa-Jia, com o domínio da ortodoxia confucionista, historicamente todo esse material seria frequentemente criticado como Fa-Jia.

## Dinastia Han
Dois ministros influentes do imperador Gaozu de Han supostamente estudaram e aplicaram a ideologia política de Huang-Lao, os chanceleres Cao Shen (falecido em 190 a.C.) e seu sucessor Chen Ping (falecido em 178 a.C.) empregaram a política de wuwei ("inação") e trouxeram paz e estabilidade ao estado de Qi. Chao Cuo (falecido em 154 a.C.), chanceler do imperador Jing, foi outro oficial seguidor do Huang-Lao. Ele acreditava que o domínio imperial deveria combinar Huang-Lao e confucionismo, com punição suplementada por recompensa e coerção mitigada por persuasão.
Com o declínio do taoismo de Estado e a proibição sob o Imperador Wu, o sentido político do Huang-Lao se transformou e passou a se associar mais à filosofia de nutrição da vitalidade, ganhando cada vez mais uma camada religiosa, inicialmente entre classes dominantes e depois generalizada entre as camadas populares, com o surgimento de adoração em massa e sacrifícios à divindade Huang-Lao. Durante o período Han Oriental, o movimento Caminho dos Mestres Celestiais incorporou técnicas de imortalidade taoista com o pensamento de Huang-Lao e foi associado à Rebelião do Turbante Amarelo e à Rebelião das Cinco Medidas de Arroz (184–215). Nesse clima de Huang-Lao religioso que o líder Zhang Jiao fundamentou sua revolta, juntando também elementos de magia e crenças populares ao que chamou de "Caminho do Huang-Lao". "Mais tarde, praticamente todos os primeiros textos desapareceram e o conhecimento sobre o Huang-Lao original foi perdido."
Além desses textos recebidos, a bibliografia da biblioteca imperial preservada no Hanshu ("História Han", ano 111) lista muitos livros intitulados com o nome do Imperador Amarelo. No entanto, com exceção do médico Huangdi Neijing ("Clássico Interno do Imperador Amarelo"), todos foram destruídos ou perdidos―até as recentes descobertas de Mawangdui.

## Textos de seda de Mawangdui
Os manuscritos de seda de Mawangdui descobertos perto de Changsha em 1973 incluíam quatro manuscritos que alguns estudiosos interpretam como textos primários de Huang-Lao.
Manuscritos de seda encontrados na tumba número três de Mawangdui, datados de 186 a.C., incluíam duas versões do Daodejing, uma das quais ("B" ou yi 乙) tinha cópias de quatro textos anexados na frente. Eles são intitulados Jingfa (經法 "Leis Canônicas" ou "Padrões de Regularidade"), Shiliujing (十六經 "Dezesseis Clássicos", também lido como Shidajing 十大經 "Dez Grandes Clássicos"), Cheng (稱 "Pesagem pela Balança", uma coleção de aforismos), e Yuandao (原道 "Origens do Caminho", também o título do capítulo 1 de Huainanzi).
Alguns especialistas chineses, como Tang Lan (唐兰) e Yu Mingguang (余明光), interpretaram esses quatro manuscritos como o já não existente Huangdi Sijing (黃帝四經 "Quatro Clássicos do Imperador Amarelo"), que a bibliografia Yiwenzhi (藝文志) do Hanshu listou como tendo quatro seções. As razões de Tang incluíam os títulos Jingfa e Shiliujing com jing (經 "clássico; cânone") e as frequentes referências a Huangdi ("Imperador Amarelo") no Shiliujing.

Outros especialistas, como Robin Yates e Edmund Ryden, interpretaram os quatro manuscritos como textos mutuamente incompatíveis derivados de diversas tradições filosóficas. Paola Carrozza refere-se a esta abordagem como "autores diferentes, tempos diferentes e lugares diferentes."
"Consequentemente, muitas das interpretações da natureza e das características do pensamento taoista do Huang-Lao baseadas na leitura dos manuscritos de Mawangdui são discutíveis, uma vez que se baseiam na suposição de que esses textos formam um todo integral e são realmente afiliados ao Huang-Lao."

## Tiras de bambu do Museu de Xangai
As tiras de bambu do antigo reino de Chu descobertas na década de 90, atualmente no Museu de Xangai, apresentam uma considerável proporção de textos taoistas que estudiosos consideram como pertencentes ao período inicial do Huang-Lao, por fornecerem um conjunto de informações não sistematizado e sem indicação de pertencerem a uma escola de pensamento particular, mas cujas divergentes cosmologias são apresentadas com implicação para a prática na política e sociedade. Eles demonstram um movimento de mudança de enfoque, do Tao do Céu para ao Tao da Humanidade, como um modelo do comportamento humano e fonte da boa governança. Evidenciam a tradição Huang-Lao em particular por caracterizarem o princípio do Tao, geralmente indefinido, como possível de imitação ou ser percebido, ainda que seja misterioso e absoluto.
No Sande, por exemplo, há referência ao Imperador Amarelo como porta-voz do Tao do Céu, o que é similar ao Huangdi Sijing.

O manuscrito Fanwu liuxing ("Todas as Coisas fluem em Formas") também é incluído dentro da escola Huang-Lao devido ao interesse que ela tinha em elaborar uma filosofia dos números de forma altamente abstrata e metafísica, mas com uma aplicação concreta. Assim, nesse texto é apresentada a fundamentação do Um (Yi) em sua relação com o universo, natureza e sociedade, como explicação para o mundo e os seres. Apesar de transcendente, no entanto é posto como percebido na experiência pelas pessoas. Também o Um é o princípio central de governança, e o sábio ou rei é sua incorporação física. A aplicação prática desse princípio abstrato, equivalente ao Tao, como uma lei é vista em outros textos associados ao o Huang-Lao, como o Shida jing, Huangdi sijing e Heguanzi. Reflete a máxima de "agarrar a unidade para ordenar a multiplicidade", como é visto nos trechos: 
"Se alguém pode captar o Um, uma centena de assuntos se tornam seguros; se alguém não pode compreender o Um, os cem assuntos serão perdidos"

"Portanto, o Um pode ser percebido pelo paladar quando mastigado, pelo aroma quando cheirado, pelo som quando batido; visível nas proximidades, pode ser usado, mas é perdido quando firmemente agarrado, murcha quando suprimido, é extinto caso receba oposição."
Esse princípio já era expresso também no Yinwenzi:
"Estabeleça nomes e divisões com firmeza, e a miríade de assuntos não ficará em desordem. Por esta razão, as pessoas estabelecem medidas para estender longo e curto, quantias para receber muito ou pouco, pesos para igualar leve e pesado, leis para julgar claro e turvo, nomes para determinar falso e real, leis para estabelecer ordem e desordem, regras para guiar os perturbados e enganados, ajustes para navegar pelos perigos e dificuldades. Fazendo isso, a miríade de assuntos retorna à unidade, as medidas são todas padronizadas em lei. O retorno à unidade é o máximo das regras; a padronização na lei é o máximo dos ajustes."

## Interpretações filosóficas
Os sinólogos há muito disputam sobre a natureza da filosofia Huang-Lao. Antes da escavação de Mawangdui em 1973, algumas interpretações ocidentais do Huang-Lao eram fantasiosas. Por exemplo, Herbert J. Allen propôs que, uma vez que o príncipe Han Liu Ying praticava tanto Huang-Lao quanto o budismo, Huang-Lao não significava Huangdi e Laozi, mas "budistas (literalmente Antigos Amarelos, talvez assim chamados pela cor de seus roupas)." Após as descobertas de Mawangdui, a "mania de Huang-Lao" na academia reformulou significativamente nossa compreensão do taoismo primitivo.

Tu Wei-Ming descreve cinco doutrinas comuns nos textos de seda do Huang-Lao. Dao (道"caminho; caminho") é a base final para fa (法 "modelo; lei") e li (理 "padrão; princípio") essenciais para uma governança sábia. O verdadeiro rei usa guan (觀 "ver; observar; contemplar") ou "insight penetrante" para observar o funcionamento interno do universo, e cheng (稱 "equilíbrio; escala; estaleiro") permite respostas oportunas aos desafios do mundo. Loewe lista outra ideia principal dos textos de seda do Huang-Lao: xingming (刑名 "formas e nomes"), que geralmente é associado a Shen Buhai. Xing ("forma ou realidade") existe primeiro e deve ser seguido por seu ming ("nome ou descrição").
"Nossa exposição limitada aos "textos perdidos" nos Manuscritos da Seda parece indicar que o pensamento do Huang-Lao contém vários conceitos filosóficos aparentemente não relacionados, mas na verdade totalmente integrados: uma visão cosmológica do Caminho (tao) como fonte primordial de inspiração; uma técnica administrativa (fa-li), baseada no princípio e modelo da naturalidade do Caminho; uma preocupação com o cultivo de um insight penetrante (kuan), para que um rei pudesse reinar sem impor sua visão limitada e egocêntrica sobre a ordem das coisas originalmente manifestadas na natureza; e a necessidade de atingir uma espécie de equilíbrio dinâmico (ch'eng) a fim de assegurar um fluxo constante, por assim dizer, do sistema político como uma imagem espelhada do cosmos."
Tu conclui: "A doutrina Huang-Lao não é nem taoista nem legalista no sentido convencional, nem é, estritamente falando, uma forma de taoismo legalizado. É, antes, um sistema único de pensamento."
Meng Wentong afirma: "O taoismo Huang-Lao é o resultado de um estreitamento gradual da distância entre escolas separadas de pensamento, ao invés da Escola Taoista tomando teorias aos poucos de uma variedade de outras escolas". Feng Cao aponta que os textos indicam uma assimilação espontânea e inconsciente de ideias de diferentes escolas, talvez desde o começo da formação do Huang-Lao, de forma que em seu início o Huang-Lao não teria um enquadre específico que condicionava tudo dentro de uma escola taoista bem definida.
John S. Major resume a ideologia de Huang-Lao. Tao é a "expressão mais elevada e primária da potencialidade universal, ordem e potência", e "é expresso na ordem cósmica, que abrange tanto o mundo da natureza quanto o mundo humano". O governo real deve estar em conformidade com a ordem natural, portanto, o rei deve praticar wuwei ("não se esforçar" ou "não tomar nenhuma ação contrária à natureza") e usar seu shenming (神明 "insight penetrante") para "aprender tudo o que pode ser aprendido sobre a ordem natural, de modo a conformar suas ações a ela". Portanto, "O governo do verdadeiro rei não é sentimental nem vacilante, nem arbitrário nem dominador", ele está em total conformidade com o "padrão do Tao conforme expresso na ordem natural, é equilibrado, moderado e irresistivelmente forte".
Randall P. Peerenboom recapitula: "O Boshu de Huang-Lao, embora advogue um estado de direito compatível com uma cosmologia organísmica, é único no sentido de que apoia uma lei natural fundamentada na ordem natural." Peerenboom caracteriza Huang-Lao como "naturalismo fundamental", significando naturalismo baseado em uma ordem natural cósmica que inclui tanto o rendao (人道 "caminho dos humanos") quanto o tiandao (天道 "caminho do Céu"). A ideologia Huang-Lao dá "prioridade normativa" à ordem natural, com a ordem social humana baseada e em harmonia com a ordem cósmica.
Jeffrey L. Richey contrasta as teorias de Huang-Lao e moístas sobre as raízes cósmicas de fa "lei". No Jingfa, fa se origina com o Dao impessoal; no Mozi, origina-se do antropomórfico Tian ("Céu; Deus").
Harold D. Roth afirma que o significado original de chinês Daojia (道家 "taoismo") era Huang-Lao em vez do entendimento tradicional como o taoismo "Lao-Zhuang" (老莊, ou seja, os textos Laozi e Zhuangzi). Sima Tan cunhou o termo Daojia em seu resumo Shiji das seis jia filosóficas ("escolas").
Assim, o taoismo Huang-Lao incorporou conceitos de cinco tradições: Escola de Naturalistas, confucionismo, moísmo, Escola de Nomes e legalismo. Roth descreve as marcas do Huang-Lao: o governante deve usar a autotransformação "como uma técnica de governo, a ênfase na coordenação precisa das ordens política e cósmica pelo governante assim iluminado e uma filosofia social e política sincrética que empresta ideias relevantes das escolas legalista e confucionista anteriores, mantendo o contexto cosmológico taoista."